# Epidendrum steyermarkii
Epidendrum steyermarkii är en orkidéart som beskrevs av Alex Drum Hawkes. Epidendrum steyermarkii ingår i släktet Epidendrum och familjen orkidéer. Inga underarter finns listade i Catalogue of Life.